# Пирамида изображений

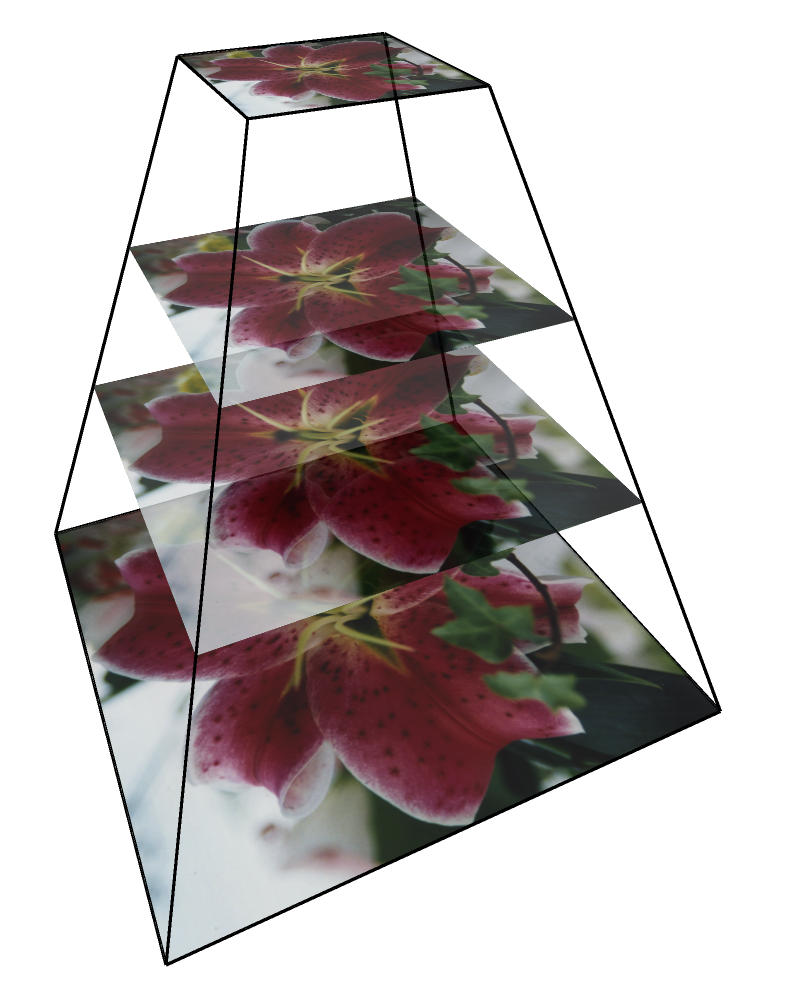
Пирамида изображений

Пирами́да изображе́ний — класс кратномасштабных иерархических структур данных, разработанных для применения в прикладных задачах машинного зрения, сжатия информации, анализа текстур растровых изображений и т. п. Такие структуры содержат на каждом своём уровне иерархии уменьшенную версию предыдущего изображения, каждая из которых рекурсивно вычисляется на базе предыдущих слоёв посредством применения однотипной операции (например — сглаживания). При этом всякому уровню иерархии ставится в соответствие актуальный для решаемой задачи параметр масштаба, который описывает интересующие свойства изображения.

## Краткая история
Возникновение интереса специалистов по математической обработке изображений к иерархическим пирамидам связано с необходимостью решать некоторые прикладные задачи в условиях априори неизвестного масштаба искомых свойств или признаков. Так как этот характерный размер не определён, то возможным путём к решению является декомпозиция исходного изображения на иерархическую систему в которой каждый слой представлен своим собственным масштабом, артикулирующим отдельный диапазон признаков. Аналогичным образом устроена система обработки видеоинформации у биологических объектов.
Появление первых иерархических пирамид датируется концом 1970-х годов, выбор их названия был продиктован чисто внешней зрительной ассоциацией. В 1980-х началось активное использование иерархических пирамид в задачах смешивания изображений и поиска на них соответствия между разномасштабными элементами и структурами. В это же самое время завершилось создание непрерывных версий пирамидальных структур для пространственно-масштабной обработки. Однако в конце 1980-х годов традиционным пирамидам пришлось потесниться из-за активного внедрения вейвлет-преобразований.

## Описание
По своей сути пирамида изображений может рассматриваться как набор представлений, упорядоченный в форме вертикальной иерархии по мере уменьшения некоего масштаба. Обычно в основании пирамиды располагается оригинальное изображение высокого разрешения, а по мере движения вверх масштаб и разрешение уменьшаются. В результате, на вершине оказывается самое грубое приближение с низким качеством и информативностью.
Как правило, в целях генерирования пирамиды для удобства её представления изначальное изображение пересчитывается в размерности, кратные степени числа 2. Если исходные данные имели вид массива пикселов {\displaystyle N\times N}, то эта запись эквивалентна {\displaystyle 2^{n}\times 2^{n}}, где {\displaystyle n=\log _{2}N}. В таком виде параметр {\displaystyle n} играет роль высоты пирамиды, выраженной в количестве представлений исходного изображения (слоёв).
Первый слой (приближение) пирамиды можно получить последовательным усреднением соседних пикселей, результатом которого станет массив {\displaystyle {\frac {N}{2}}\times {\frac {N}{2}}}. Применяя эту процедуру рекурсивно получается набор изображений с экспоненциально уменьшающимися размерами. При этом, пикселы промежуточных изображений содержат в себе информацию о квадратных блоках пикселов нижележащих слоёв с более высоким разрешением. Тогда произвольно выбранный промежуточный слой будет содержать в себе {\displaystyle 2^{j}\times 2^{j}} пикселов, где 0 ≤ j < n, а полное количество пикселов в пирамиде, содержащей {\displaystyle k} слоёв:
{\displaystyle N^{2}\left(1+{\frac {1}{4^{1}}}+{\frac {1}{4^{2}}}+{\frac {1}{4^{3}}}+...+{\frac {1}{4^{k}}}\right)\leq {\frac {4}{3}}N^{2}.}
Промежуточные узлы пирамиды не обязательно должны представлять собой взвешенное среднее по интенсивности из нижних слоёв. Вместо интенсивности в них могут храниться другие виды информации, например — дескрипторы текстур или параметры геометрических элементов (линий, кривых и т. п.)

## Применение пирамид
Наиболее очевидным полезным свойством кратномасштабных пирамид является возможность снижения вычислительных затрат различных алгоритмов за счёт применения принципа «разделяй и властвуй» [уточнить]. Также к преимуществам представления двумерного изображения в виде пирамиды считается соотнесение его локальных элементов и свойств с глобальными. Это позволяет конструировать древовидные структуры данных для многофакторного анализа, включающего в себя локальную и глобальную информацию. Например, связывая значения отдельных пикселов со свойствами окружающих их регионов.

## Разновидности
Классическими видами пирамидальных иерархий считаются гауссовы пирамиды и пирамиды лапласианов. Благодаря своим хорошо изученным свойствам они получили широкое распространение в целом ряде практических приложений.
Гауссова пирамида состоит из слоёв, каждый из которой получается из предыдущего с помощью сглаживания симметричной гауссоидой (низкочастотная фильтрация) и последующей за этим дискретизацией (см. Фильтр Гаусса). Совокупность этих слоёв называется грубой шкалой изображения. Областью применения гауссовых пирамид обычно являются задачи поиска изображений по масштабу и пространственного сопоставления различных изображений.
Пирамиды лапласианов вычисляются последовательным сглаживанием и децимацией начальных данных. При этом, каждый уровень пирамиды является уточнением предыдущих и соответствует отдельной полосе частот (полосовая фильтрация). В отличие от гауссовых пирамид, этот тип данных допускает более высокую степень сжатия информации. В дополнение к этому исходное изображение может быть легко восстановлено на основе суперпозиции промежуточных слоёв, что позволяет не хранить его в памяти. 